# یاک گونت‌هارد
یاک گونت‌هارد (به انگلیسی: Jack Günthard) ژیمناست زادهٔ ۸ ژانویهٔ ۱۹۲۰ میلادی اهل کشور سوئیس است.